# Соколов Борис Матвійович
Борис Матвійович Соколов (1889–1930) — російський і радянський етнограф, музеєзнавець, літературознавець, фольклорист .

## Біографія
Народився 7 квітня 1889 року у Ніжині Чернігівської губернії у сім'ї професора російської словесності Ніжинського історико-філологічного інституту ім. князя А. А. Безбородко — М. І. Соколова, Брат-близнюк Ю. М. Соколова .
Навчався у 10-й Московській чоловічій гімназії . У 1906 році разом із братом вступив на історико-філологічний факультет Московського університету . Вже під час навчання, у 1908—1909 роках, також разом із братом був відряджений до Білозерського та Кирилівського повітів Новгородської губернії для збору фольклорно-етнографічного матеріалу. Після закінчення університету в 1911 році Борис Соколов був залишений при факультеті для підготовки до магістерських іспитів та дисертації. Одночасно він розпочав викладацьку діяльність у Московському учительському інституті (у 1911—1919 роках), Жіночому Миколаївському інституті та приватній гімназії О. Ф. Протопопової (у 1913—1917 роках), Нижегородському народному університеті (у 1916—1918 роках) на Московських вищих жіночих курсах (1916—1919 роках). У той же час співпрацював із Московським головним архівом Міністерства закордонних справ та Історичним музеєм. У 1918—1919 роках завідував російським відділом етнографічного відділення Румянцевського музею .
Після складання в 1918 році магістерських іспитів на тему «Про взаємини німецького епосу з російською: (Німецькі сказання про Зігфріда Сігурда та російські сказання про одруження кн. Володимира)», Борис Соколов став приват-доцентом Московського університету та професором Костромського університету . Наприкінці 1919 його було заарештовано і відправлено до Бутирської в'язниці, звідки випущено через два місяці без пред'явлення звинувачення. Після цього перебував у Саратові . В 1919 був обраний професором кафедри російської літератури Саратовського університету, з 1922 по 1924 роки працював деканом його педагогічного факультету. В 1920 Соколов на базі етнографічного відділу університету організував Етнографічний музей Саратовського краю. Також займався у Саратові та громадською діяльністю — брав участь у боротьбі з голодом у Саратовському Поволжі, перебуваючи у комісії при Саратовському губвиконкомі.
У січні 1924 року Соколов виїхав із Саратова — він був призначений директором нового Центрального музею народонаселення СРСР у Москві. Для вивчення зарубіжного досвіду з організації етнографічних музеїв в 1928 був відряджений Головнаукою в північні країни Європи — Фінляндію, Швецію, Норвегію, Данію. Викладав у Московському університеті. Б. М. Соколов був дійсним членом Державної академії художніх наук (з 1924 року), співробітником НДІ мов та літератури Російської асоціації науково-дослідних інститутів суспільних наук (РАНІОН). У 1926—1928 роках відбулася експедиція братів Соколових до Карелії, з метою пройти слідами відомих збирачів епічної поезії — П. н. Рибнікова та А. Ф. Гільфердінг . Останні роки життя Соколов був членом Державної вченої ради.
Жив Б. М. Соколов на Великій Якиманці, 17; після повернення із Саратова — у будівлі " Мамонової дачі ". Помер 30 липня 1930 року у Москві від хвороби нирок. Був похований на П'ятницькому цвинтарі, пізніше його порох перенесений на Новодівиче кладовище .